# Paul Hieronymus Kind
Paul Hieronymus Kind (* 22. September 1847 in Chur; † 3. November 1922 in Mitlödi) war ein Schweizer reformierter Pfarrer.

## Leben
Paul Hieronymus Kind war der Sohn von Paul Gottlob Kind und der Barbara Adelheid von Salis. Er besuchte eine Privatschule in Mailand und danach die evangelische Schule in Schiers, deren Rektor sein Vater war. Anschliessend setzte er seine Fortbildung auf einem Gymnasium in Basel fort. An Ostern 1866 bestand er seine Matura in Chur. 1868/1869 studierte er evangelische Theologie an der Universität Tübingen, wurde ein Jahr später am 5. Juli in Tamins in die evangelisch-rätische Synode aufgenommen und wurde Pfarrer in Schuders. Zugleich unterrichtete er Deutsch und Geschichte an der Lehranstalt in Schiers. 
Kurz darauf gab er den Pfarrberuf auf und widmete sich voll der Lehrtätigkeit. Von 1878 bis zum 1879 war er Pfarrer  in Valzeina, 1879 wurde er Pfarrer in Schwanden GL. Diese Pfarrstelle behielt er bis zu seinem Tod am 3. November 1922.

## Werk
- Geschichte der Bürgerfamilie Kind von Chur (Glarus 1918)